# Penicillidia principis
Penicillidia principis är en tvåvingeart som beskrevs av Oskar Theodor 1968. Penicillidia principis ingår i släktet Penicillidia och familjen lusflugor.
Artens utbredningsområde är Principe. Inga underarter finns listade i Catalogue of Life.